# جانيت والدو
جانيت والدو (بالإنجليزية: Janet Waldo)‏ (مواليد 4 فبراير 1920 - 12 يونيو 2016)، هي ممثلة أمريكية بدأت مسيرتها الفنية عام 1938.

## الأعمال
- مغامرات في أوديسي
- ابنة المزارع
- عودة جعفر
- أنا أحب لوسي
- ذا جتسونز
- فلينستون
- حول العالم في ثمانين يوما
- القرش مانتالو
- باباي
- السنافر

## وفاتها
توفيت جانيت في يوم 12 يونيو 2016 عن عمر يناهز 96 عاما.

## وصلات خارجية
- جانيت والدو على موقع IMDb (الإنجليزية)
- جانيت والدو على موقع ميوزك برينز (الإنجليزية)
- جانيت والدو على موقع تيرنر كلاسيك موفيز (الإنجليزية)
- جانيت والدو على موقع أول موفي (الإنجليزية)
- جانيت والدو على موقع قاعدة بيانات الفيلم (الإنجليزية)